# Kanelstrupig eremit
Kanelstrupig eremit (Phaethornis nattereri) är en fågel i familjen kolibrier.

## Utbredning och systematik
Fågeln förekommer från östra Bolivia till delstaterna Maranhão och Ceará i nordöstra Brasilien. Den behandlas som monotypisk, det vill säga att den inte delas in i några underarter.

## Status
IUCN kategoriserar arten som livskraftig.

## Namn
Fågelns vetenskapliga artnamn hedrar Johann Natterer (1787-1843), österrikisk zoolog och samlare av specimen, boende i Brasilien 1817-1835.